# Eulepidotis alabastraria
Eulepidotis alabastraria là một loài bướm đêm trong họ Erebidae.